# Монтеязі
Монтеязі (італ. Monteiasi, сиц. Muntiasi) — муніципалітет в Італії, у регіоні Апулія,  провінція Таранто.
Монтеязі розташоване на відстані близько 440 км на схід від Рима, 85 км на південний схід від Барі, 14 км на схід від Таранто.
Населення — 5599 осіб (2014).

## Демографія
Населення за роками:

Станом на 1 січня 2023 року в муніципалітеті офіційно проживали 54 іноземці з 14 країн, серед них 16 громадян країн Євросоюзу та 2 громадяни України.

## Сусідні муніципалітети
- Карозіно
- Гроттальє
- Сан-Джорджо-Йоніко
- Таранто